# V. János pápa
V. János (latinul: Ioannes), (kb. 635 – 686. augusztus 2.) néven választották meg a történelem 82. pápáját 685. július 23-án. Valamivel hosszabb pontifikátust hagyott maga mögött, mint egy év. A kilenc keleti származású egyházfő uralma vele kezdődött. Rövid uralkodásának sarkalatos pontja volt a jó kapcsolat a konstantinápolyi udvarral. Hivatalos egyházi ügyei mellett a szegények támogatójaként is tisztelték.

## Élete
Szír származású volt, aki valószínűleg Antiokheiában született. Apját Küriakosznak hívták. Évek múltán Agaton pápa diakónussá szentelte fel, majd elküldte Konstantinápolyba, hogy képviselje őt a hatodik egyetemes zsinaton. János 682 júliusában tért vissza Rómába a zsinat határozataival. Utazásának a későbbiekben nagy jelentősége lett, hiszen ekkor ismerkedett meg IV. Kónsztantinosz császárral, és az uralkodó nagyon megkedvelte Jánost teológiai tudása és jó diplomáciai érzéke miatt. Életrajzírói nagyra becsülték töretlen energiáját és mértékletességét. Mindezen tulajdonságok jártak közre 685. július 12-én, amikor a római zsinat őt választotta meg a keresztény egyház fejének a lateráni Szent János-bazilikában. Császári megerősítésre nem kellett várnia, miután azt Konstantin már korábban eltörölte.
A jó bizánci kapcsolatok miatt a császár mérsékelte a szicíliai és calabriai egyházi birtokokra, patrimóniumokra kivetett adót. Ezen felül több olyan adót is eltörölt, ami az egyház kincstárát karcsúsította. Pontifikátusa alatt sikerült visszaszorítani a szardíniai egyház nagy fokú önállóságát. Már I. Gergely pápa óta a Cagliari központú egyházmegye érseke bizonyos metropolitának járó jogokat élvezett. Azonban a sziget püspökeinek felszentelése nem tartozott ezen jogok közé. Így amikor Cagliari Citonatus Szardínia egyik püspöki székét Turrisnak adta, János közbelépett és kiterjesztette az Apostoli Szentszék hatalmát a szigetre is.
Pontifikátusa alatt igyekezett támogatni a szegényeket, és ugyanezt elvárta klérusától is. Végül hosszú betegség után 686. augusztus 2-án meghalt. A Szent Péter-bazilikában temették el.

## Művei
- Documenta Catholica Omnia (latin nyelven). (Hozzáférés: 2011. december 6.)